# Накш-і-Раджаб

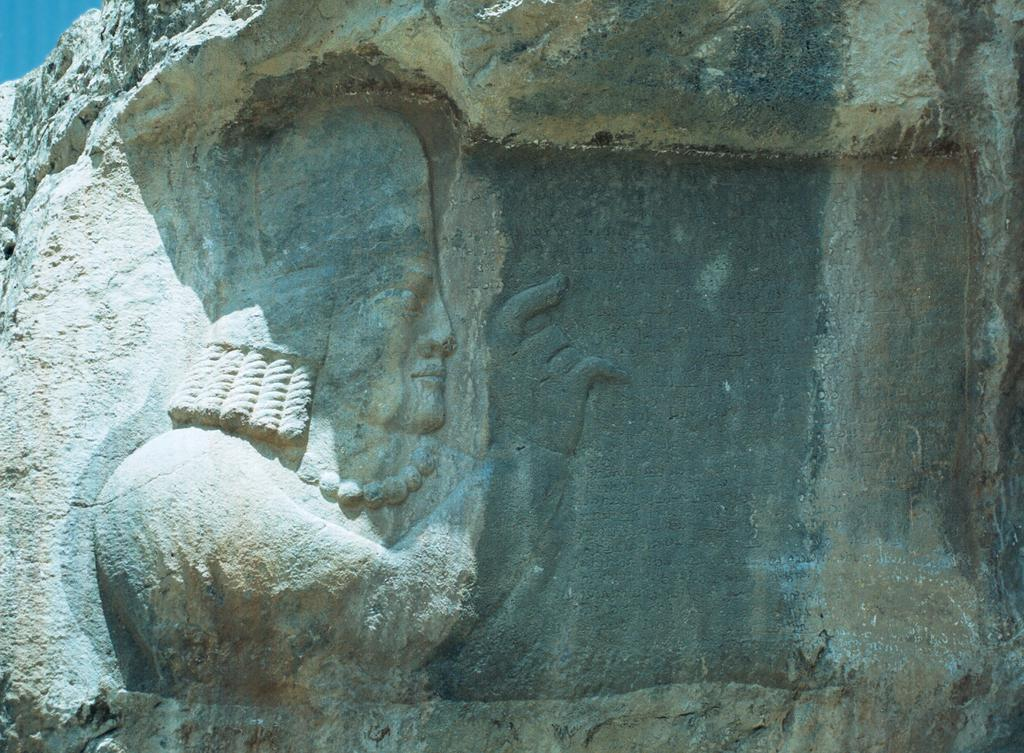
«Портрет Картира»

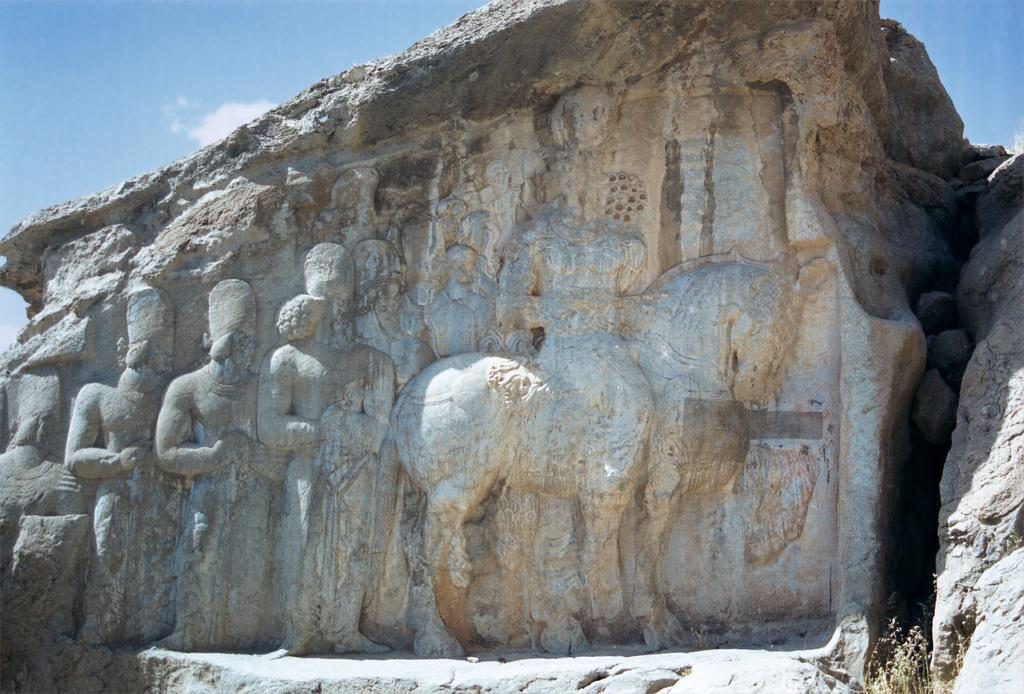
«Шапур I з родиною і придворними»

Накш-е Раджаб (перс. Naqš-e Rajab) — археологічна зона на захід від міста Істахр, 3,5 км на північ від Персеполя, знаходиться в декількох сотнях метрах від Накш-е-Рустам. Адміністративно входить в шахрестан Марвдашт остану Фарс, недалеко від міста Марвдашт. Обидві зони є кандидатами на отримання статусу об'єктів Всесвітньої Спадщини ЮНЕСКО.
Накш-е Раджаб знаменитий скельними рельєфами епохи  Сасанідів.

## Скельні барельєфи
- «Коронація Ардашира I» (початок III століття)
- «Коронація  Шапура I» (241)
- «Шапур I з сім'єю та придворними» (середина III століття).
- «Портрет Картира», знаменитого  зороастрійського первосвященика при Шапурі I і його синах (Ормізд I, Бахрам I (кінець III століття)